# Oliver Stević
Oliver Stević (in serbo Оливер Стевић?; Belgrado, 18 gennaio 1984) è un cestista serbo.

## Palmarès
- Campionato polacco: 1

Zielona Góra: 2012-13
- Liga catalana: 1

Andorra: 2018
- Eurocup: 1

Gran Canaria: 2022-23